# 赤島社
赤島社，為1929年成立的台灣第一個本土畫會，由「七星畫壇」以及「赤陽洋畫會」合併組成。成員包含顏水龍、陳澄波、楊三郎、倪蔣懷、陳英聲、陳植棋、李梅樹、郭柏川、范洪甲、陳承藩、陳慧坤、張秋海、張舜卿、廖繼春等十三人組成，皆畢業於東京美術學校，畫風都受東京後期印象派的影響。由「七星畫壇」與「赤陽洋畫會」於1929年整併為一個新的美術團體「赤島社」。成員包括臺灣北、中、南地區傑出的臺籍洋畫家，其幾乎囊括所有具臺展入選或特選、以至東京帝展入選資歷、或曾留學日本接受美術學校的專業美術教育者。

## 命名
赤島社在其創始宣言中「忠實反映時代的脈動，生活即是美，吾等希望始於藝術、終於藝術，化育此島為美麗島。」說明畫會的命名無關政治，而是希望表達「以赤誠的藝術力量讓島上人的生活溫暖起來」的意涵。。

## 宣言
「忠實洞悉時勢的動向，生活即是美。終生從事藝術境地，化育我們所在的美麗島嶼，我們熱愛藝術的心，強迫我們為我們的鄉土臺灣而殉情，因此我們永遠不能遺忘我們才疏學淺的心志，精進於研究之道─這個即是『赤島社』的使命，亦是我們的生活。秋天是臺展，春天是赤島展，以這個最有意義的殺風景之勢來修飾這個島嶼吧！」

## 成員
陳澄波、倪蔣懷、顏水龍、廖繼春、陳植棋、陳慧坤、楊三郎、郭柏川、李梅樹、陳承藩、藍蔭鼎、范洪甲、張秋海、陳英聲、陳清汾、何德來等。

## 展覽
赤島社原則上於每年春天展出，以對照秋天的「臺展」。而第一屆展覽於1929年8月31日在臺北博物館（今國立台灣博物館）舉辦，並且由成員，水彩畫家兼營礦產事業的倪蔣懷出資完成。第二屆舉行於1930年5月9日到11日，在臺北博物館；1931年，第三屆時改為兩地巡展，分別在4月3日到5日時在臺北舊廳舍（今中山堂），4月11日到13日移至臺中公會堂（今臺中中山堂舊址），但在展覽最後一天，主要發起人之一的陳植棋猝逝，享年僅二十六歲。

## 解散
在第三屆展覽舉辦完之後，因為陳植棋過世，1932年接任赤島社負責人的楊三郎赴法，再加上陳澄波留滯上海，使得赤島社核心力量大減。因此赤島社於隔年1933年宣布解散，並由剩下的成員廖繼春、顏水龍、陳澄波、陳清汾、李梅樹、李石樵、楊三郎，與在台日本畫家立石鐵臣等人，於台北市聯合於1934年發起組織「臺陽美術協會」，並繼續在每年春天舉辦「臺陽展」。

## 延伸閱讀
- 倪再沁，〈赤島慧星---陳植棋和他的藝術〉，《南方藝術》，第6：74。
- 林柏亭，〈日據時期台灣的畫會活動〉，《何謂台灣?---近代台灣美術與文化認同論文集》，頁232。
- 文化部，台灣大百科全書：赤島社。[永久]